# Polygala mollis
Polygala mollis är en jungfrulinsväxtart som beskrevs av Carl Sigismund Kunth. Polygala mollis ingår i släktet jungfrulinssläktet, och familjen jungfrulinsväxter. Inga underarter finns listade i Catalogue of Life.